# Budy Ciepielińskie
Budy Ciepielińskie (prononciation : [ˈbudɨ t͡ɕɛpjɛˈliɲskʲɛ]) est un village polonais de la gmina de Pokrzywnica dans le powiat de Pułtusk de la voïvodie de Mazovie dans le centre-est de la Pologne.
Le village compte approximativement une population de 99 habitants en 2009.

## Histoire
De 1975 à 1998, le village appartenait administrativement à la voïvodie de Ciechanów.